# ʿUmar Khayyām
ʿUmar Khayyām, (omare xajɑ:m) nome completo Ghiyāth ad-Dīn Abu'l-Fatḥ ʿUmar ibn Ibrāhīm al-Khayyām Nīshāpūrī (in persiano غیاث ‌الدین ابوالفتح عمر ابراهیم خیام نیشابورﻯ‎; Nīshāpūr, 18 maggio 1048 – Nīshāpūr, 4 dicembre 1131), è stato un matematico, astronomo, poeta e filosofo persiano.

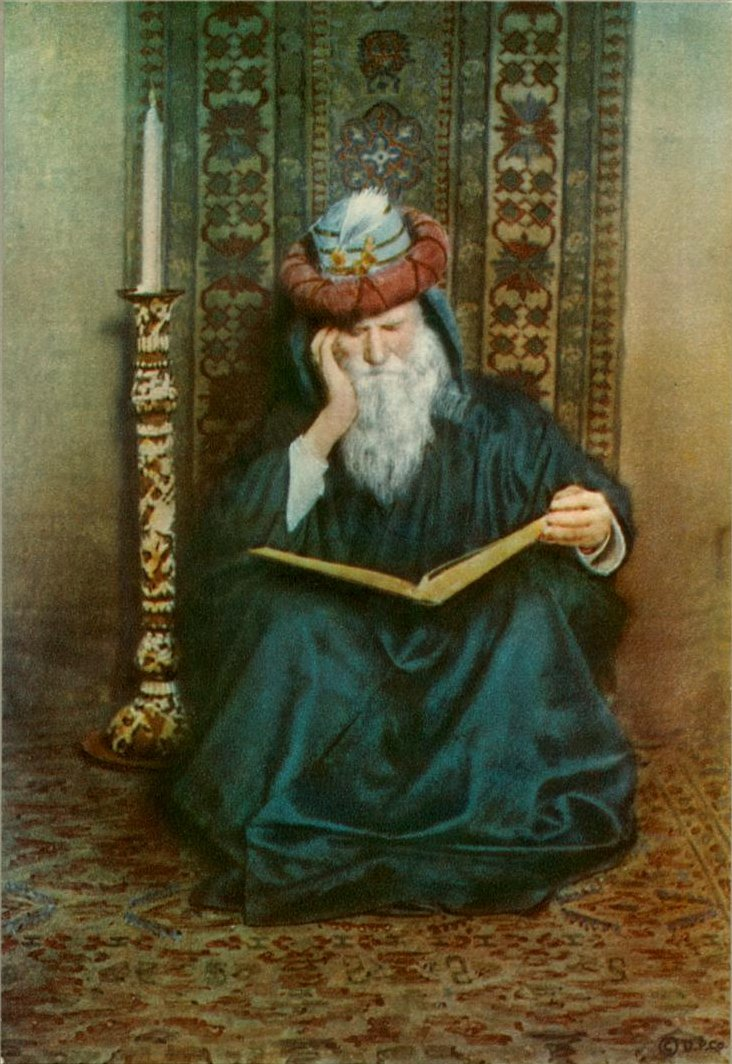
XXXIII La Terra non poteva rispondere, illustrazione per “The Rubaiyat of Omar Khayyam” (1905) a cura di Adelaide Hanscom, tradotto da Edward Fitzgerald

Il nome completo – traslitterato anche come ʿOmar Ḫayyam o, più spesso, Omar Khayyam – così come compare nell'intestazione della sua opera maggiore, è Ghiyāth al-Dīn Abū l-Fatḥ ʿUmar ibn Ibrāhīm al-Nīsābūrī al-Khayyāmī (o al-Khayyām). L'ultima denominazione significa costruttore di tende, probabile attività di suo padre Ibrāhīm.

## Biografia

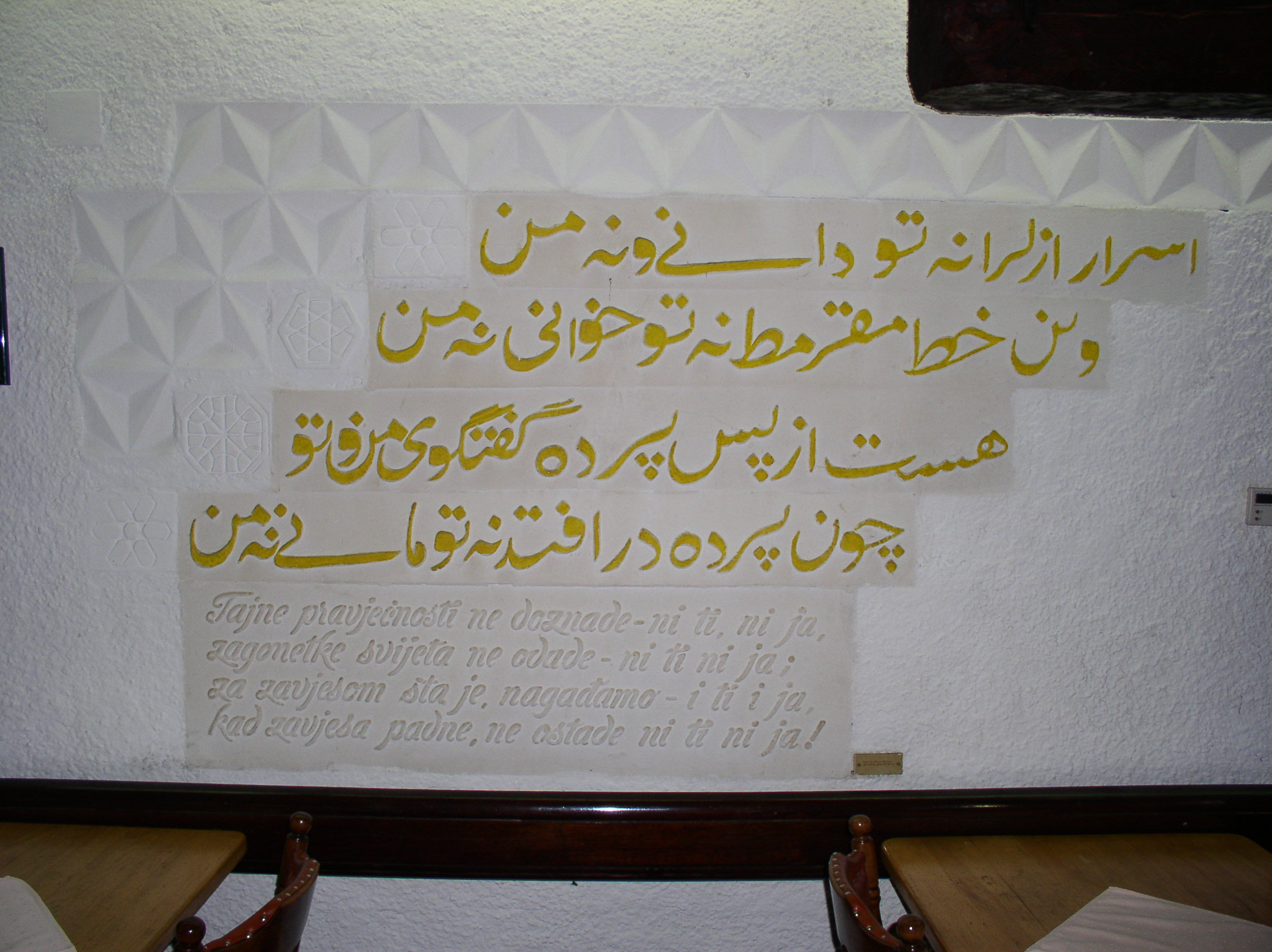
Iscrizione in caratteri persiani di un passaggio poetico di ʿOmar Khayyām a Morića Han

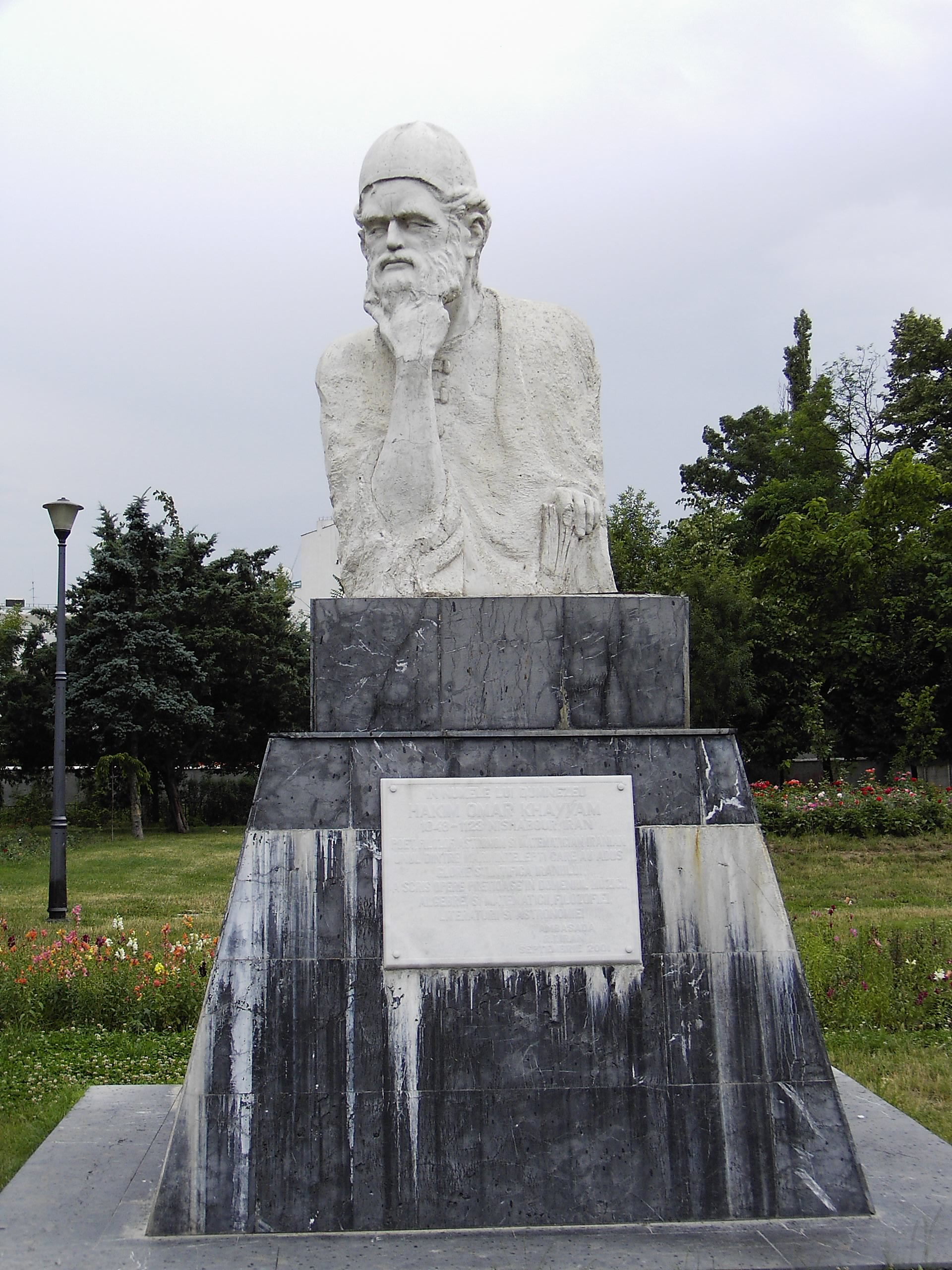
Busto di ʿOmar Khayyām a Bucarest

Era di etnia tagìca. La sua vita fu fortemente influenzata dagli eventi politici del periodo di instabilità nel quale visse, periodo dell'invasione della Siria, della Mesopotamia e della Persia da parte dei Turchi Selgiuchidi, vari sconvolgimenti sociali conseguenti, nonché aspri conflitti religiosi. Poté, quindi, dedicarsi agli studi solo nei periodi nei quali riusciva a procurarsi la protezione di un potente. Nonostante le difficoltà del tempo riesce a scrivere vari libri su aritmetica, algebra e musica prima dei venticinque anni. Nel 1070 si trasferisce a Samarcanda dove viene protetto dal giurista Abū Ṭāhir e riesce a scrivere il Trattato sulla dimostrazione dei problemi di algebra (Maqāla fi l-jabr wa l-muqābala), il suo libro più importante.
Nel 1073 viene invitato dallo Shāh Jalāl al-Dīn Malikshāh il Selgiuchide (Malik-Shah) (1072-1092) ad Iṣfahān per fondarvi un osservatorio astronomico. Qui per 18 anni si dedicò alla compilazione di accurate tavole astronomiche ed alla riforma del calendario. Questa opera venne conclusa nel 1079 ed in tale anno viene fatta cominciare la cosiddetta era Jalālī (da Jalāl al-dīn). Il calendario definito risulta sensibilmente superiore a quello giuliano e più accurato del ben posteriore calendario gregoriano, sebbene il calcolo effettivo sia più complesso; la lunghezza prevista per l'anno viene fornita come 1029983/2820 giorni, con uno scostamento di meno di quattro ore, contro i 730485/2000 del calendario gregoriano.
Nel 1092 muore Malik-Shah e si conclude il precedente periodo di tranquillità, mentre il suo grande visir Niẓām al-Mulk viene ucciso dai cosiddetti "Assassini", seguaci di una setta ismailita. I fondi per l'osservatorio vengono a mancare e la riforma del calendario non si realizza con pienezza. Inoltre il lavoro scientifico di ʿOmar Khayyām viene attaccato dai musulmani sunniti, in quanto non conforme alle norme della fede. Nel 1118 Sanjar, terzogenito di Malikshāh, si impadronisce dell'intero Impero selgiuchide e fonda a Merv un centro di studi; ʿOmar Khayyām viene invitato in questo centro e qui potrà ancora concentrarsi sui suoi studi. A partire da un problema geometrico giunge a porsi il problema della soluzione dell'equazione cubica
{\displaystyle \,x^{3}-20x^{2}+200x-2000=0}
Di questa equazione trova una soluzione numerica approssimata e stabilisce che questa equazione può essere risolta mediante le coniche ma non è risolvibile facendo uso esclusivamente di riga e compasso, in tal modo anticipando un risultato di 750 anni dopo. Egli, inoltre, imposta in modo molto generale la problematica della trasformazione dei problemi geometrici in problemi algebrici e della soluzione delle equazioni cubiche. Si rende conto che le equazioni cubiche possono avere soluzioni multiple, precedendo i lavori degli algebristi rinascimentali italiani. Khayyām si occupa anche del Triangolo di Tartaglia e dei coefficienti binomiali, seguendo in questo al-Karaji. Affronta anche le difficoltà poste dal V postulato di Euclide e dimostra, inconsapevolmente, alcune proprietà delle geometrie non-euclidee. Studia poi i problemi dei rapporti giungendo a dimostrare l'equivalenza tra uguaglianza dei rapporti secondo Eudosso ed Euclide e quella dovuta ad al-Mahani, basata sulle frazioni continue.

## LeRubʿayyāt
Al di fuori degli ambienti matematici ʿOmar Khayyām è noto nella storia della letteratura persiana per la sua attività poetica, benché appaia certo che non fu un poeta di professione: probabilmente componeva nei ritagli di tempo e per un pubblico ristretto di amici e intenditori. Sotto questo aspetto è noto per le bellissime Quartine (arabo رباعیات, Rubʿayyāt), nelle quali spesso si riversa lo spirito critico e corrosivamente ironico dello scienziato "insoddisfatto" del piano della creazione. In effetti, se è vero che le Quartine sono dedicate soprattutto al motivo del vino e all'esaltazione del "vizio" bacchico, contengono pure altri temi, assai più profondi, come ad esempio: una meditazione originale sulla morte e sui limiti della ragione umana "impotente" di fronte al mistero dell'esistenza; un rimprovero, spesso rancoroso, a Dio, il cui progetto creativo è accusato di irrazionalità e incoerenza; un feroce attacco al bigottismo e all'ipocrisia dei religiosi e al Corano non immune tuttavia da un sostanziale edonismo e da una visione materialistica e finanche atomistica della realtà.
Circa 100 quartine furono tradotte in inglese da Edward Fitzgerald nel 1859, che ne diede una interpretazione in chiave edonistica ed epicurea (sebbene l'etica epicurea, storicamente ed al contrario di quanto afferma la comune vulgata, sia in verità ascetica, volta all'azzeramento di quei fattori che tormentano la mente ed il corpo) ottenendo - malgrado la loro scarsa fedeltà al testo originario - una vasta popolarità che finì per oscurare la profonda attività scientifica di Khayyam. Una seconda traduzione di poco posteriore, in francese ad opera di Jean Baptiste Nicolas e contenente oltre 400 quartine, metteva in luce invece una forte vena mistico-religiosa. Una traduzione di grande pregio è quella dell'italiano Alessandro Bausani (vedi Bibliografia). Questo genere di composizioni è sempre stato assai diffuso nella letteratura persiana, dagli inizi ad oggi. L'estensione del "corpus khayyamiano" è tuttavia materia di discussioni e controversie non ancora risolte: i non pochi manoscritti contengono dalle poche decine fino a un migliaio di quartine.
Secondo alcuni studiosi europei in realtà non più di 30 quartine sono a lui attribuibili con sicurezza, qualcuno ha addirittura ipotizzato che Khayyam altro non sarebbe che un nome o "etichetta di prestigio" apposta a raccolte di versi di vasta circolazione e di varia origine; secondo altri le quartine autentiche sarebbero invece diverse centinaia. Varie sono pure le opinioni sulla lettura della sua opera: secondo alcuni i temi sono quelli apparenti, cioè quelli di uno scetticismo radicale, legato anche alla considerazione della caducità delle cose umane, e il tema del carpe diem; secondo altri i temi apparenti nascondono contenuti mistici e le immagini erotiche e soprattutto bacchiche sarebbero da interpretarsi allegoricamente. Una traduzione parziale di sue quartine fu eseguita dal poeta olandese Jan Hendrik Leopold.. Alcune delle sue quartine sono state musicate dalla compositrice russa Sofija Asgatovna Gubajdulina e nel 2004 da Bob Salmieri che ne ha realizzato un lavoro discografico con l'ensamble Milagro acustico. Le Rub'ayyāt sono anche legate al celebre caso dell'dell'uomo di Somerton poiché l'uomo (che la polizia australiana non è mai riuscita a identificare) aveva nella tasca dei pantaloni un pezzo strappato di una pagina di queste poesie; la vicenda è anche nota col nome di caso Tamam Shud, appunto una delle poesie di Omar Khayyām.

## Citazioni e riferimenti culturali
- ʿUmar Khayyām è citato anche da Francesco Guccini nella celebre canzone Via Paolo Fabbri 43 nella frase "Jorge Luis Borges mi ha promesso l'altra notte / di parlar personalmente col persiano" e poco dopo (per chiarirne meglio l'identità) nella frase "forse avrò un posto da usciere o da scrivano / dovrò lucidare i suoi specchi, / trascriver quartine a Kayyām".
- Fabrizio De André utilizzò come finale della canzone La collina dall'album Non al denaro, non all'amore né al cielo la frase tratta da una quartina di ʿUmar Khayyām: "Pien di stupore son io pei venditori di vino, ché quelli / che cosa mai posson comprare migliore di quel ch'han venduto?" - modificata in "sembra di sentirlo ancora / dire al mercante di liquore / tu che lo vendi cosa ti compri di migliore?".
- Gabriele D'Annunzio cita indirettamente il poeta nel Notturno, 1921. Durante una visita ricevuta dal senatore Giacomo Boni (1859-1925), in cui gli viene descritta la condizione dei soldati italiani sulle Alpi e sul Carso, Boni riporta, da un discorso avuto con Giuseppe Miraglia (ufficiale, marinaio ed aviatore,1883-1915): O allodola, ai tuoi trilli non basta il giorno intero.[3]
- G. K. Chesterton dedica il settimo capitolo del suo saggio Eretici ad analizzare la filosofia di 'Umar Khayyām.[4].
- Nel film di Frank Capra È arrivata la felicità (1936), il poeta Morrow (Walter Catlett) invita Longfellow Deeds (Gary Cooper) ad ubricarsi insieme dicendo: "Ci prenderemo una sbornia che farà sembrare il filosofo ubriacone persiano Omar un poppante a dieta di latte" (scena tagliata nella versione italiana originale).
- Una sua poesia è stata scelta quale incipit per il gioco Prince of Persia: Le sabbie dimenticate per Wii.
- Nel 1920 Guido Colucci espone a Firenze una serie di incisioni colorate a mano, ispirate all'opera di ʿUmar Khayyām, che dovevano essere pubblicate in una nuova edizione di Rubayyāt.
- Nel romanzo Jeeves taglia la corda di P. G. Wodehouse, il protagonista Bertie Wooster associa la figura di Omar Khayyam al genere di poesia adatta per far colpo sulle signore: «[...] Ma quella era roba che usciva fresca fresca da uno di quei libriccini che vengono rilegati in morbida pelle rosa e venduti a Natale. Non ci giurerei, ma poteva essere benissimo Omar Khayamm.»[5]
- Nella miniserie a fumetti Black Orchid (1988-1989) della DC Comics, scritta da Neil Gaiman ed illustrata da Dave McKean, viene citata una quartina del Rubayyāt tradotta da Fitzgerald:[6]
- Milagro Acustico ha pubblicato un CD dedicato interamente alle poesie di Omar Khayyam, cantate in persiano e in siciliano "*The Rubaiyyat of Omar Khayyam" (Hearts of Space & Valley Entertainment - USA 2004) musiche e arrangiamenti Bob Salmieri
- Lo scrittore americano Erich Segal, autore del celeberrimo romanzo Love Story, cita, in questa stessa opera, una celebre strofa del poeta iraniano, per descrivere la condizione economica precaria dei giovani amanti, che pur andava oltre le difficoltà materiali. Scrive: "Ricordate il libro di versi sotto l'albero, la pagnotta, la caraffa di vino eccetera? Sostituite al libro di versi il bollettino dei protesti e vedrete come quella poetica visione contrasti con la mia idilliaca esistenza" (Milano, Arnoldo Mondadori Editore, 1970, pag.57)

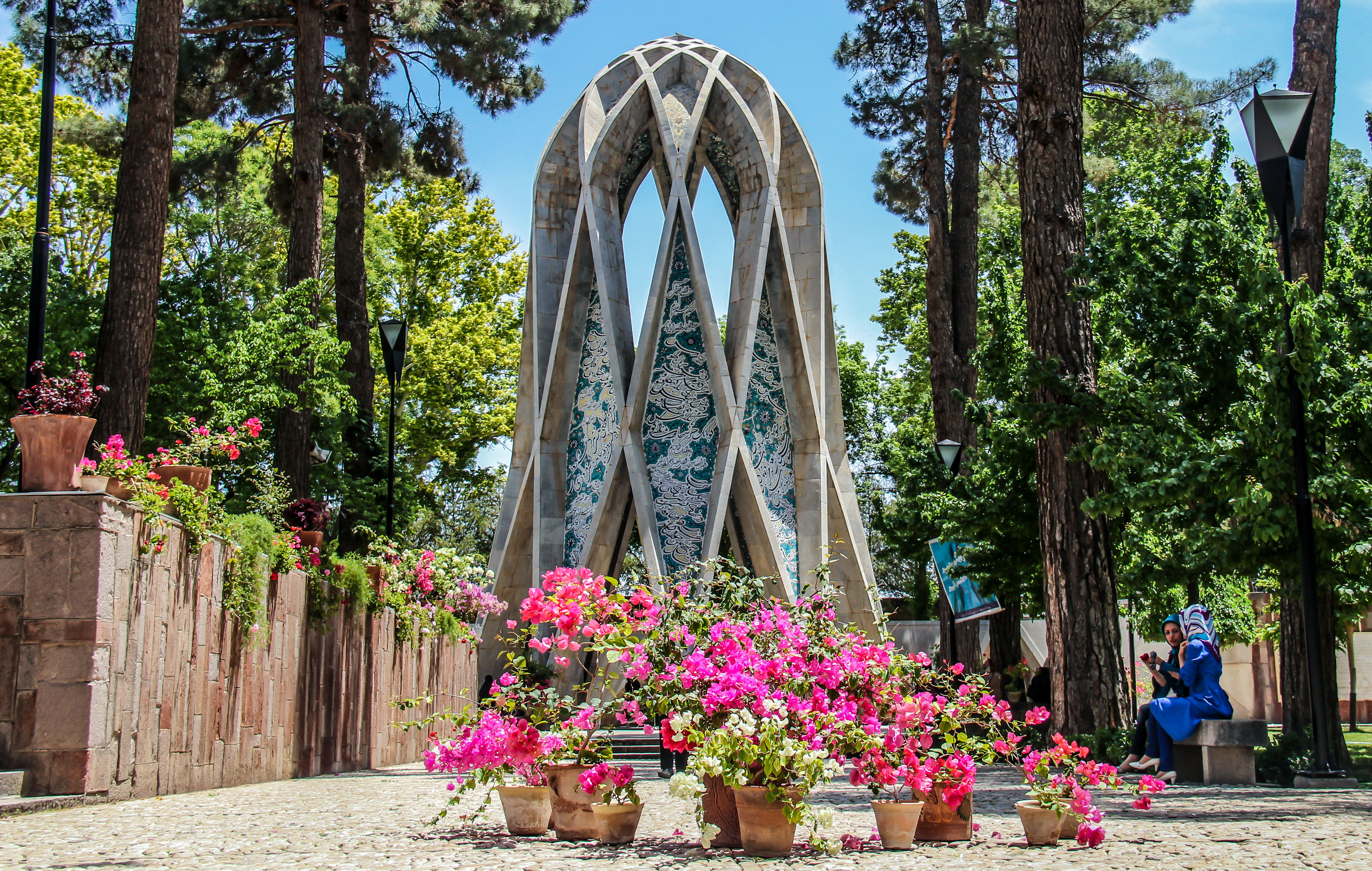
Houshang Seyhoun, Mausoleo di ʿUmar Khayyám, 1963, Nishapur, Iran

(Rubaiyat of Omar Khayyam: Quartina 26)

## Riconoscimenti
- Nel 1970 è stato dedicato a lui il cratere Omar Khayyam sulla Luna.
- L'asteroide 3095 Omarkhayyam è stato così chiamato in suo onore nel 1980.
- Esiste una varietà di rosa × damascena intitolata ad ʿOmar Khayyām. La varietà è un'antica specie di Rosa, molto profumata. La rosa è stata piantata sulla tomba di Edward Fitzgerald, il traduttore di Khayyām, da semi ricavati dalla tomba del poeta a Nīshāpūr.

## Traduzioni italiane delleRubʿayyāt
- Rubaiyàt secondo la lezione di Edoardo Fitzgerald, traduzione di Mario Chini, Lanciano, Carabba 1916.
- Le Rubaiyyàt, traduzione di Francesco Gabrieli, Firenze, Sansoni, 1944; Quartine. Le Rubaiyyàt, a cura di Francesco Gabrieli, Roma, Newton Compton, 1973.
- Quartine (Roba'iyyat), a cura di Alessandro Bausani, Torino, Einaudi, 1956.
- Roba'iyyat, a cura di Pierre Pascal, Torino, Boringhieri, 1960.

### Studi su Khayyām
- Francesco Gabrieli, Il vero Omar Khayyàm, in «Nuova Antologia», vol. 273 (16 settembre 1930), pp. 227-233.
- Pierre Salet, Omar Khayyam savant et philosophe, Paris, Maisonneuve, 1927.
- Mehdi Aminrazavi, The Wine of Wisdom: the life, poetry and philosophy of Omar Khayyam, Oxford, Oneworld, 2005.

### Opere di riferimento sulla letteratura persiana medievale
- E.G. Browne, Literary History of Persia, 4 voll., ultima edizione del 1998, ISBN 0-7007-0406-X.
- Jan Rypka, History of Iranian Literature, Reidel Publishing Company, 1968, ISBN 90-277-0143-1.
- Antonino Pagliaro - Alessandro Bausani, La letteratura persiana, Firenze-Milano, Sansoni-Accademia, 1968.
- Angelo Michele Piemontese, Storia della letteratura persiana, 2 voll., Milano, Fratelli Fabbri, 1970.
- Carlo Saccone, Storia tematica della letteratura persiana classica. vol. I: Viaggi e visioni di re sufi profeti, Milano-Trento, Luni, 1999; vol. II: Il maestro sufi e la bella cristiana. Poetica della perversione nella Persia medievale, Roma, Carocci, 2005;  vol. III: Il re dei belli, il re del mondo. Teologia del potere e della bellezza nella poesia persiana medievale, Roma, Aracne, 2014.
- J.C. Buergel, Il discorso è nave, il significato un mare. Saggi sull'amore e il viaggio nella poesia persiana medievale, Roma, Carocci 2006.